# Пісківська сільська рада (Березівський район)
Пісківська сільська́ ра́да (біл. Пескаўскі сельсавет) — адміністративно-територіальна одиниця у складі Березівського району Берестейської області Білорусі. Адміністративний центр — село Піски.

## Історія
17 вересня 2013 року до складу Пісківської сільської ради увійшли територія та населені пункти ліквідованої Білозерської сільської ради.

## Склад
Населені пункти, що підпорядковувалися сільській раді станом на 2009 рік:
| Населений пункт | Тип  | Населення, осіб (2009) |
| --------------- | ---- | ---------------------- |
| Войтешин        | село | 239                    |
| Лисичиці        | село | 241                    |
| Маневичі        | село | 153                    |
| Нивки           | село | 142                    |
| Ниви            | село | 581                    |
| Ольшево         | село | 113                    |
| Піски           | село | 1946                   |
| Хрисо           | село | 519                    |
| Ярцевичі        | село | 277                    |

## Населення
За переписом населення Білорусі 2009 року чисельність населення сільської ради становила 2462 особи.

### Національність
Розподіл населення за рідною національністю за даними перепису 2009 року:
| Національність                | Осіб | Відсоток |
| ----------------------------- | ---- | -------- |
| білоруси                      | 2372 | 96,34 %  |
| росіяни                       | 64   | 2,60 %   |
| українці                      | 14   | 0,57 %   |
| поляки                        | 5    | 0,20 %   |
| національність не повідомлена | 2    | 0,08 %   |
| молдовани                     | 1    | 0,04 %   |
| мордва                        | 1    | 0,04 %   |
| марійці                       | 1    | 0,04 %   |
| інша національність           | 1    | 0,04 %   |
| національність не вказана     | 1    | 0,04 %   |
| Разом                         | 2462 | 100 %    |